# یوهان اندرسون
یوهان اندرسون (انگلیسی: Johan Anderson؛ زاده ۲۹ سپتامبر ۱۹۷۱) یک تنیس‌باز اهل استرالیا است.